# Noyau (illustrateur)
Pour les articles homonymes, voir Nussbaum et Noyau.
Yves Nussbaum, dit Noyau, (né en 1963 à Neuchâtel) est un illustrateur (notamment de bandes dessinées) suisse. Il enseigne également l'illustration à la Hochschule für Gestaltung und Kunst de Lucerne. Il réalise, depuis sa première parution en 1992, le journal illustré du ciné-club jeune public La Lanterne Magique.

## Biographie
Yves Nussbaum est né à Neuchâtel. Après avoir suivi le cours préparatoire à l'EAA (École d'arts appliqués) de La Chaux-de-Fonds, Noyau fait un apprentissage de graphiste à Peseux et effectue un stage d'illustration et de mise en page à l'hebdomadaire romand L'Hebdo. C'est à ses collègues de L'Hebdo qu'il doit son pseudonyme, Noyau.
Il vit à Zurich depuis 1986, y travaillant pour la presse locale. Il y rencontre aussi sa compagne, également dessinatrice, Anna Sommer.
Illustrateur pour des périodiques tels que Vibrations, le Tages-Anzeiger, Bilanz ou Le Journal de la Lanterne magique (journal illustré du ciné-club jeune public). Il réalise également des tableaux en grand format, et des albums BD, avec yun humour assez grinçant, y compris quelquefois avec sa compagne (comme L'Œuf, édité par Actes du Sud, un album dont on, ne sait pas s'il est destiné aux jeunes ou aux adultes). Il est aussi professeur d’illustration à la Hochschule für Gestaltung und Kunst de Lucerne. Il a réalisé plusieurs affiches, par exemple pour le festival Banlieue bleue.

## Œuvres
- Ding Dong, B.ü.L.b comix, coll. « 2[w] (Set B - n°1) », 1998 (OCLC 80678544).
- Fleck, L'Arrache-Cœur, 1999  (ISBN 3907055217). Bande dessinée format leporello.
- Les Doigts sales, Éditions Buchet-Chastel, coll. « Les Cahiers dessinés », 2002  (ISBN 2283019109). Recueil d'illustrations.
- Bonnes vacances Salbette !, La Joie de lire, coll. « Somnambule », 2003  (ISBN 2882582447). Livre jeunesse.
- Pierre-Jean Crittin, Histoires de musiciens, Infolio, 2006  (ISBN 2884749136). Illustrations.
- Faire surface, Cadrat Éditions, 2009  (ISBN 2970025884). Catalogue d'exposition, textes de Frédéric Koller.
- Dessins au doigt, Les Cahiers dessinés, 2011  (ISBN 9782283025079). Recueil d'illustrations, préface de Frédéric Pajak.
- L'Œuf, avec Anna Sommer, Actes Sud, 2014  (ISBN 9782330012878). Livre jeunesse.
- L'Art de vivre, Les Cahiers dessinés, 2015  (ISBN 9791090875326). Recueil d'illustrations, préface de Philippe Garnier.
- Damien Odoul, Résurrection permanente d'un cinéaste amoureux, Les Cahiers dessinés, 2016  (ISBN 9791090875487). Illustrations.
- Le Bon Goût, Les Cahiers dessinés, 2019  (ISBN 9791090875821). Recueil d'illustrations, préface de Michel Thévoz.